# Pura (templo)

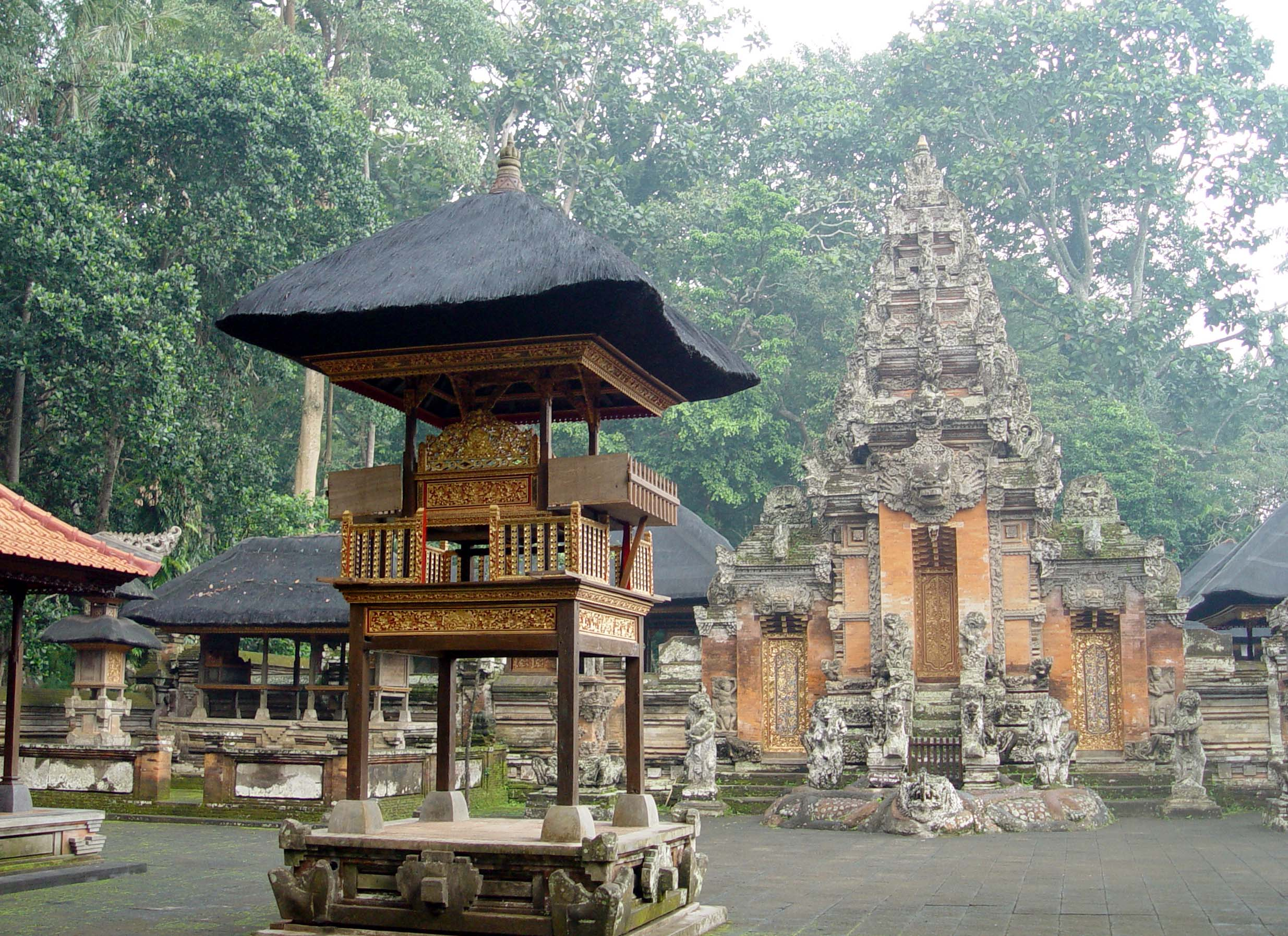
Pabellones y puerta kori agung ricamente adornada dentro del complejo Pura Dalem Agung Padantegal en Bali.

Un pura es un templo hinduista balinés, lugar de culto para los seguidores del hinduismo balinés en Indonesia. 
Los puras se han construido siempre de acuerdo con las reglas, estilo, orientación y rituales que se encuentran en la arquitectura balinesa. La mayoría de puras se encuentran en la isla de Bali, donde el hinduismo es la religión predominante. Sin embargo, existen muchos puras en otras partes de Indonesia donde reside un número significativo de balineses. El templo madre de Besakih es el templo más importante, más grande y más sagrado de Bali. Debido a la gran cantidad de puras construidos en Bali, muchas veces se la designa como 'la isla de los mil puras'.

## Etimología

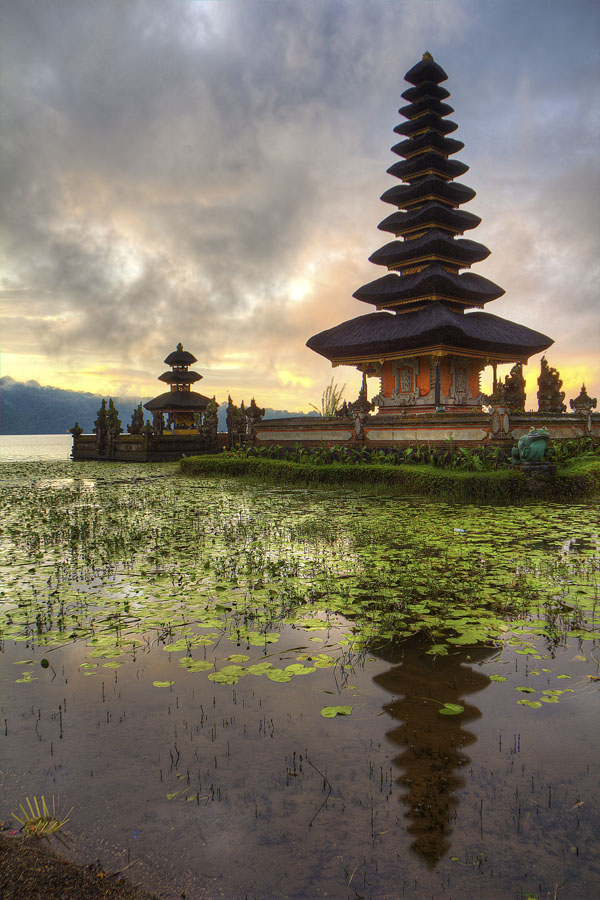
La Pelinggih Meru, en forma parecida a una pagoda, en el complejo templario del Pura Ulun Danu Bratan, una característica distintiva de un templo balinés.

El término pura tiene su origen en la palabra sánscrita (-pur, -puri, -pura, -puram, -pore), que significa 'ciudad', 'ciudad amurallada', 'ciudad torreada' o 'palacio', que se adoptó con el indianización del sudeste asiático y la expansión del hinduismo, especialmente en la indosfera. Durante el desarrollo del idioma balinés, el término pura pasó a referir un complejo de templos religiosos, mientras que el término puri pasó a denominar un palacio, residencia de reyes y nobles, similar a los kratones javaneses.

## Descripción

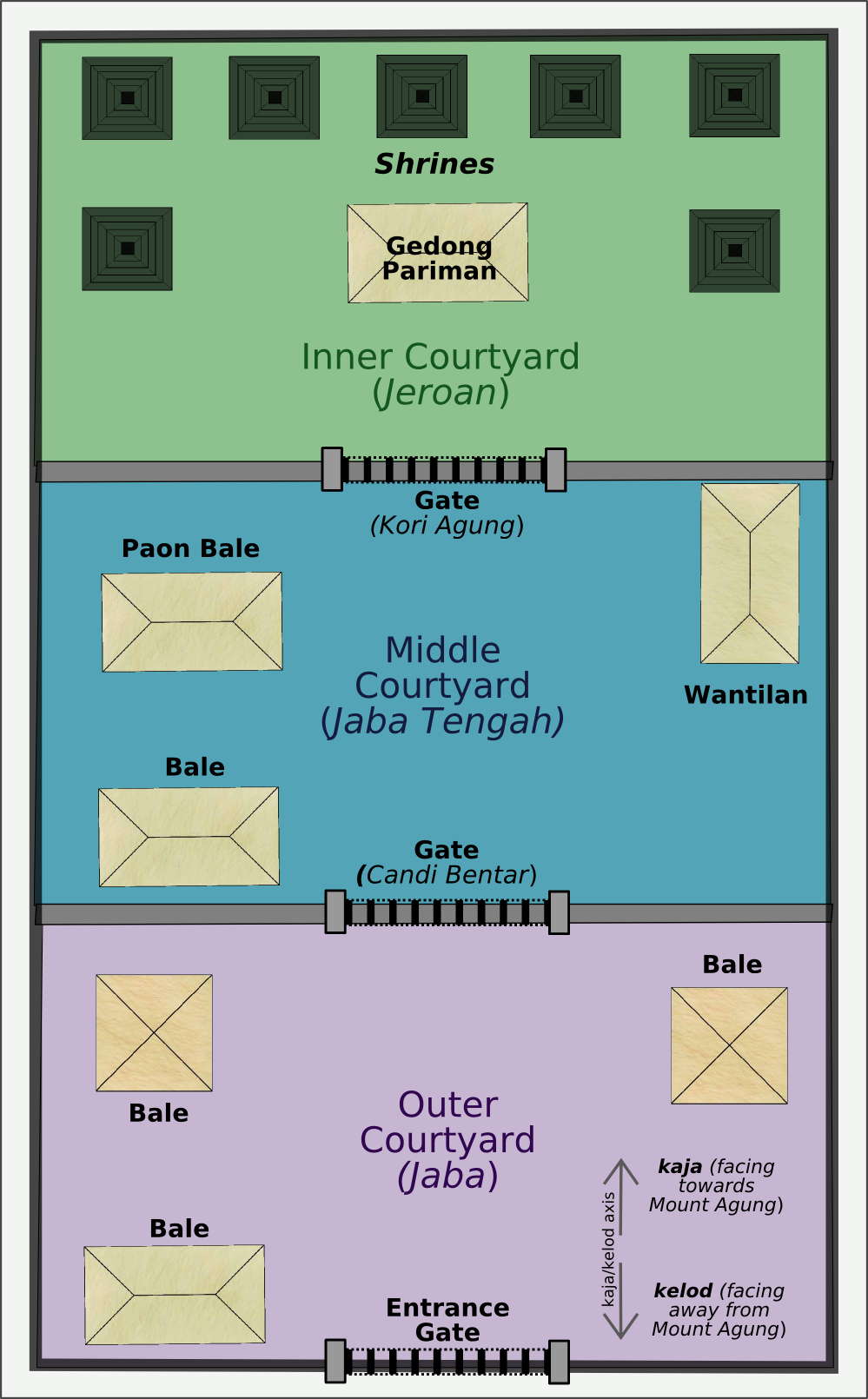
Disposición del templo balinés, en tres zonas (mandalas).

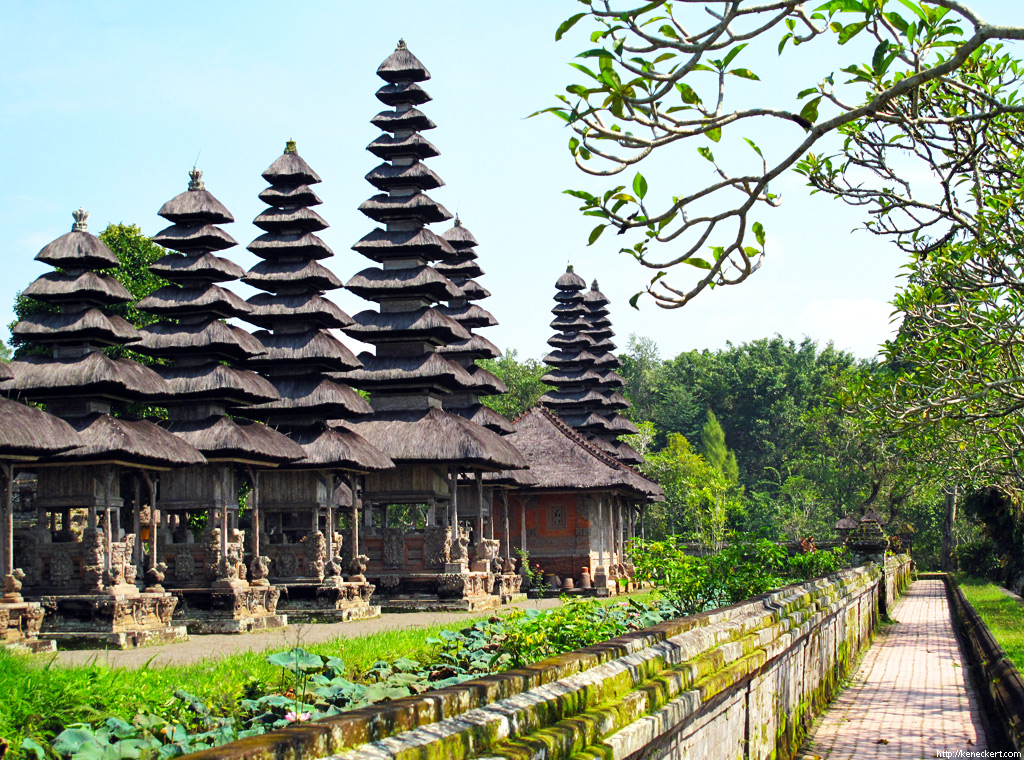
Pura Taman Ayun.

A diferencia de lo que es común en los templos hinduistas del subcontinente indio, con interiores elevados, los puras están diseñados como un lugar de culto al aire libre dentro de muros cerrados, conectados con una serie de puertas intrincadamente decoradas entre sus recintos. Estos recintos amurallados contienen varios santuarios, meru (torres) y bale (pabellones). El diseño, planta y distribución del pura sigue el concepto trimandala (tres esferas en sánscrito) de asignación del espacio balinés. Las tres zonas de mandala están organizadas según una jerarquía sagrada:
1. Nista mandala (jaba pisan): la zona exterior, que conecta directamente el complejo del pura con el espacio exterior y la entrada al templo. Esta zona suele adoptar la forma de un campo abierto o un jardín que puede utilizarse para espectáculos de danzas religiosas, o como un espacio adicional para los preparativos durante las festividades religiosas.
2. Madya mandala (jaba tengah): la zona intermedia del templo, donde tienen lugar las actividades religiosas de los fieles. También es el lugar donde se ubican las instalaciones de soporte del templo. En esta zona se suelen construir varios pabellones, como el bale kulkul (torre de tambores de hendidura de madera), bale gong (pabellón del gamelán), wantilan (pabellón de reuniones), bale pesandekan y bale perantenan, la cocina del templo.
3. Utama mandala (jero): la zona más sagrada del pura. Está cerrada y normalmente es la más alta del complejo. Suele contener una padmasana, un alto trono del loto del dios supremo Acintya (el Sang Hyang Widhi Wasa, o 'Dios todo en uno', en balinés moderno), un pelinggih meru (torre-santuario de varios niveles), y varios pabellones, como un bale pawedan (pabellón de canto védico), bale piyasan, bale pepelik (pabellón de ofrendas), bale panggungan, bale murda o gedong penyimpenan (almacén de las reliquias del templo).

Sin embargo, las reglas de diseño para la disposición de las instalaciones de las dos zonas exteriores, nista mandala y madya mandala, son algo flexibles. Varias estructuras, como el bale kulkul, podrían construirse como torres de esquina exteriores o el perantenan (cocina del templo) podría ubicarse en el Nista mandala.

### Puertas

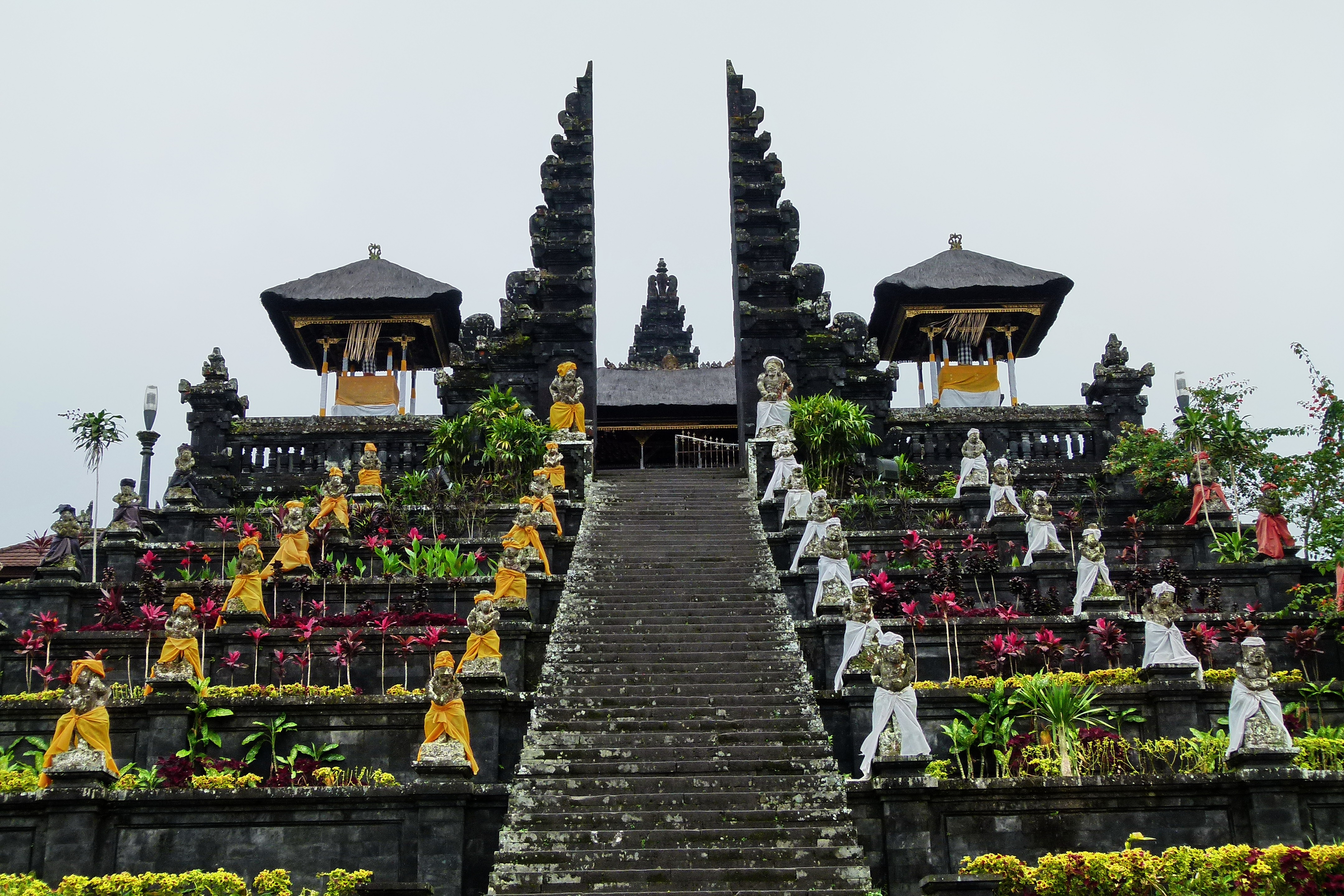
Escaleras y terrazas que conducen a la puerta dividida candi bentar del pura Besakih.

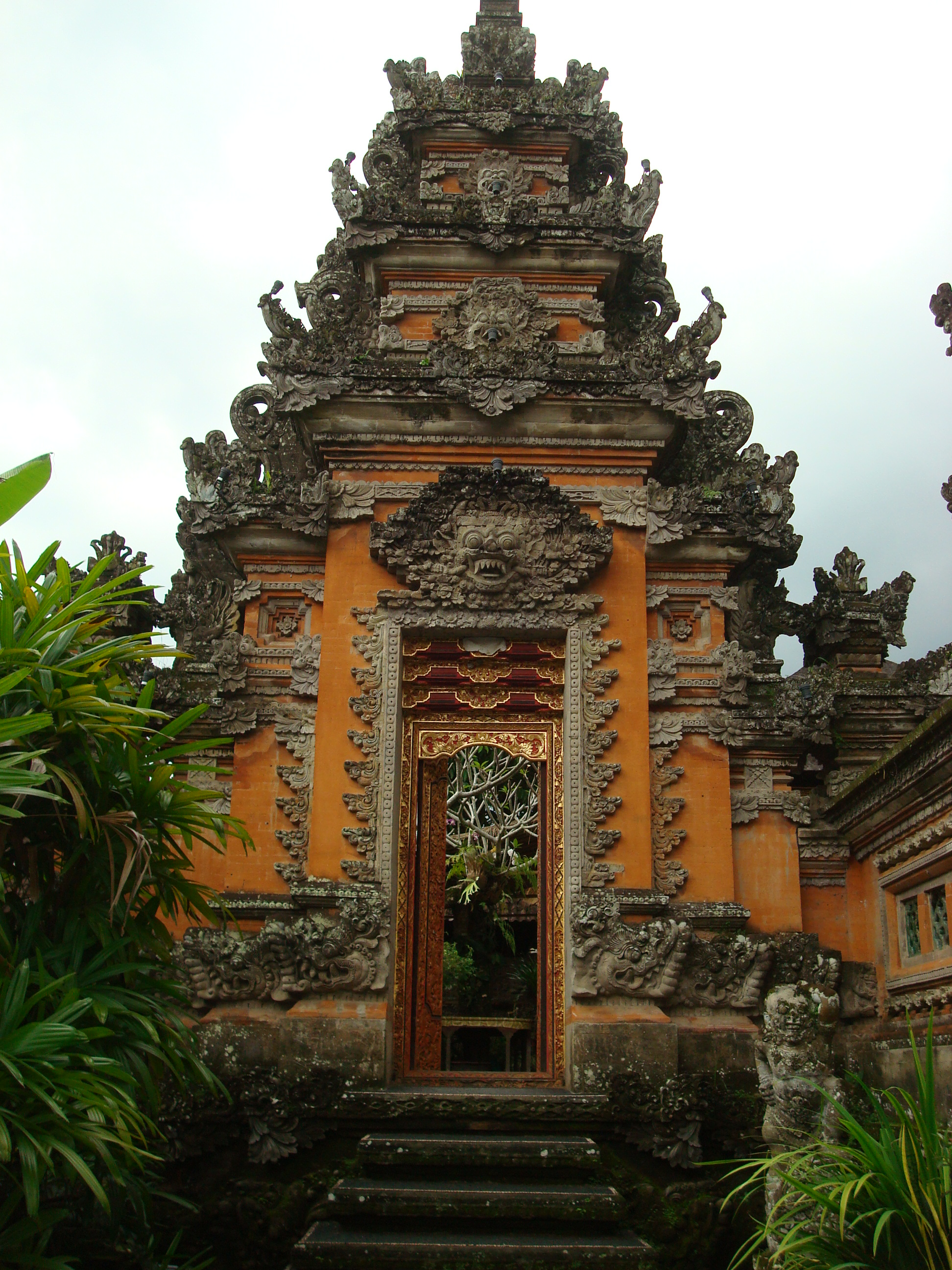
Puerta alta kori agung en el pura Taman Saraswati Ubud.

Existen dos tipos de puertas dentro de la arquitectura balinesa: la puerta dividida, conocida como candi bentar, y la puerta de torre techada conocida como paduraksa o kori agung. Ambos tipos de puertas tienen funciones específicas en el diseño arquitectónico balinés. Candi bentar es la puerta utilizada en el nista mandala, mientras que la kori agung se emplea como puerta entre las zonas internas de la madya mandala y la utama mandala. Las reglas para los tipos de puertas también son válidas para complejos no religiosos como los puri, residencias de nobles y reyes.

## Tipos depura

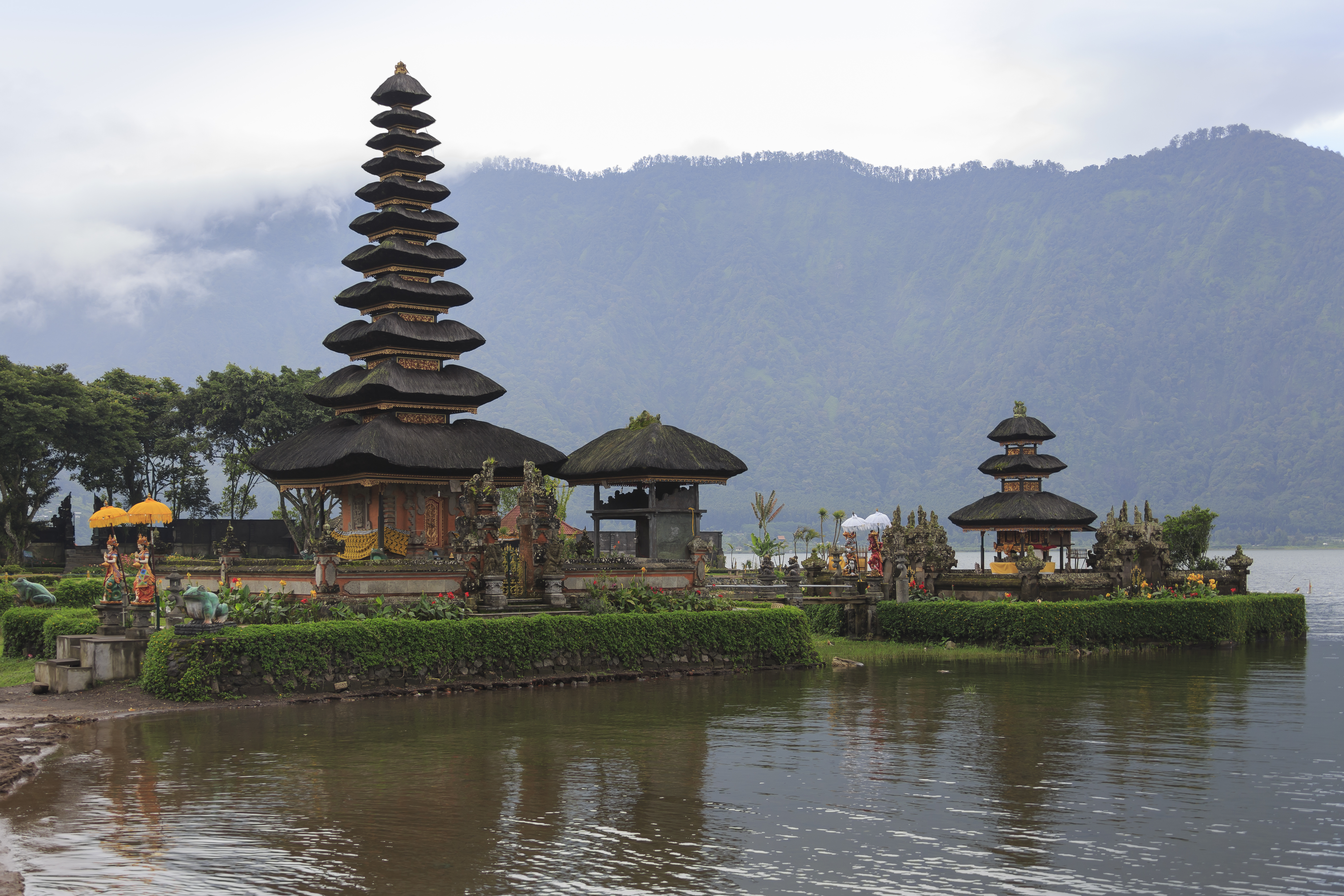
Puras en Indonesia

Existen varios tipos de pura, cumpliendo cada uno con determinadas funciones en los rituales balineses a lo largo del calendario balinés. Los templos balineses están organizados espacialmente de acuerdo con el reino físico y espiritual del pueblo balinés, que se corresponde con el eje sagrado kaja-kelod, desde las cimas de las montañas, reinos de los dioses, los espíritus hyang, la llanura fértil media, reino de los humanos y otros seres y todos los caminos a playa y océanos, y a los muchos reinos en Indonesia.

### Pura kahyangan jagad
Puras que se ubican en la región montañosa de la isla, construidas sobre laderas de montañas o volcanes. Las montañas son consideradas como el reino sagrado, mágico y embrujado, la morada de los dioses o hyang. El pura kahyangan más importante de Bali es el complejo del Templo Madre de Besakih en las laderas del monte Agung. Otro ejemplo es el pura Parahyangan Agung Jagatkarta en las laderas del monte Salak, en Java occidental.

### Pura tirta
'Templos del agua', un tipo de pura que, además de su función religiosa, también tienen una función de gestión del agua como parte del sistema de riego Subak. Los sacerdotes de estos templos tienen autoridad para administrar la asignación del agua entre los campos de arrozales en las aldeas que rodean el templo. Algunos templos tirta se destacan por su agua sagrada y por tener petirtaan o piscina de baño sagrado para el ritual de limpieza. Otros templos del agua están construidos en lagos, como el pura Ulun Danu Bratan. El mejor ejemplo de este tipo de templo es el pura Tirta Empul.

### Pura desa
Tipo de pura dedicado al culto de Brahma, dioses y deidades, que se encuentran dentro de los pueblos o ciudades, sirviendo como centro de las actividades religiosas de los balineses.

### Pura puseh
Tipo de pura dedicado al culto de Vishnu.

### Pura dalem
Tipo de pura dedicado al culto de Shiva, Durga, la Madre Naturaleza, Banaspatiraja (barong), Sang Bhuta Diyu, Sang Bhuta Garwa y otras deidades. Generalmente se venera en estos templos la shakti de Shiva, Durga. En el ciclo de la vida humana, el templo está conectado a los rituales relacionados con la muerte. También es común que un pura dalem tenga un árbol grande como un árbol baniano o un kepuh que generalmente también se usa como santuario. Los pura dalem, descritos como templos de los muertos generalmente se encuentran junto a los cementerios utilizados antes de la ceremonia de ngaben (cremación).

### Pura mrajapati
Tipo de pura para el culto a los prayápati (señores del pueblo) o al poder cósmico. Muy a menudo, en estos templos se adora a Shiva en su forma de prayápati.

### Pura segara
'Templos del mar', puras que se encuentran junto al mar para apaciguar a los dioses y deidades del mar. Suele ser importante durante el ritual Melasti. Un ejemplo de este tipo de templo es el pura Tanah Lot y el pura Uluwatu.

## Sad Kahyangan
Sad Kahyangan, Sad Kahyangan Jagad o los 'seis santuarios del mundo' son los seis lugares de culto más sagrados de Bali. Según las creencias balinesas, son los puntos fundamentales de la isla y están destinados a proporcionar el equilibrio espiritual a Bali. El número de estos santuarios más sagrados siempre suma seis, pero dependiendo de la región, los templos específicos que se enumeran pueden variar. Una lista de Sad Kahyangan puede incluir:
- Pura Besakih en Karangasem, the "mother temple" of Bali and almost always included
- Pura Lempuyang Luhur en Karangasem
- Pura Goa Lawah en Klungkung
- Pura Luhur Uluwatu en Badung
- Pura Luhur Batukaru en Tabanan
- Pura Pusering Jagat (Pura Puser Tasik) en Gianyar

## Dang Kahyangan
Basado en la expulsión de Dwijendra Tattwa, que en este estudio fue determinado como la historia de Dang Hyang Nirartha, que en la sociedad balinesa comúnmente se denomina la Historia de Gede. Se mencionaba el pura Parama Dharma, pretendiendo que Dang Kahyangan fue construido por Dang Hyang Nirartha. o fue despertado por la comunidad para respetar y recordar el Dharmayatra (viaje sagrado) Dang Hyang Nirartha que mencionaba una serie de 34 templos, entre ellos:
- Pura Yeh Jeruk en Gianyar
- Pura Pekendungan cerca de Tanah Lot en Tabanan
- Pura Dalem Sakenan en la isla de Serangan
- Pura Tirta Empul en Tampaksiring
- Pura Penataran Sasih en Pejeng
- Pura Dasar Bhuana en Gelgel
- Pura Kehen en Bangli

## Templos del mar

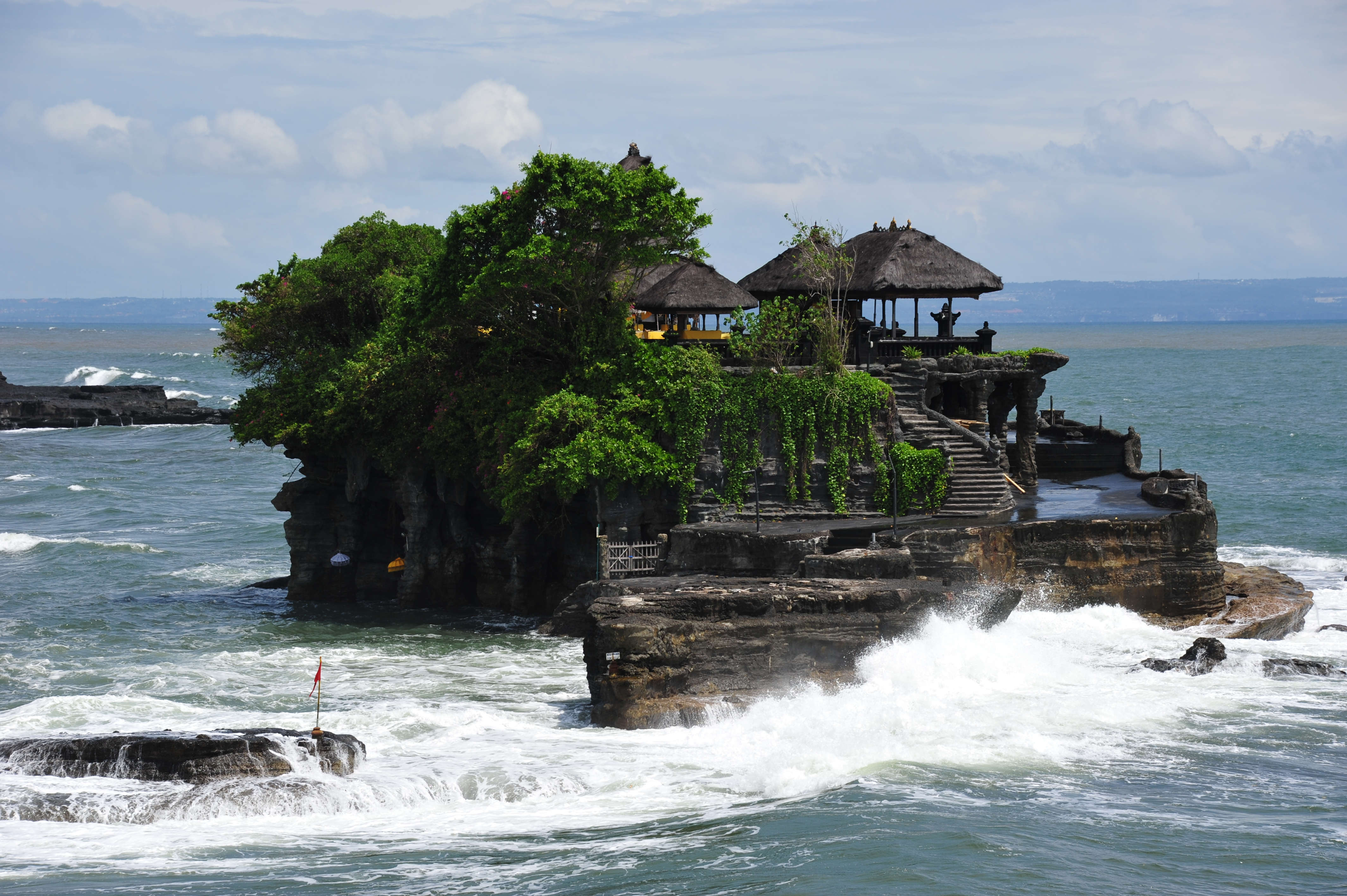
Pura Tanah Lot.

Bali tiene varios importantes 'templos del mar' (en balinés: pura segara), que fueron fundados en el siglo XVI por un  brahmán mayapajit de Java, llamado Nirartha, para honrar a los dioses del mar. Tradicionalmente se dice que cada uno de los templos es visible desde el siguiente, formando una 'cadena' alrededor de la costa de Bali. Muchos de los templos del mar más importantes se encuentran a lo largo de la costa suroeste de la isla. Las posiciones de los templos estaban destinadas a proporcionar una cadena de protección espiritual para la isla de Bali.
Enumerados en sentido contrario a las agujas del reloj desde el legendario punto de llegada de Nirartha a Bali, algunos de los templos del mar balineses más destacados incluyen:
- Pura Pulaki cerca de Pemuteran, noreste de Gilimanuk (8°8′44″S 114°40′50″E / -8.14556, 114.68056).
- Pura Gede Perancak, al sur de Negara (8°24′5″S 114°36′40″E / -8.40139, 114.61111).
- Pura Rambut Siwi, al este de Negara (8°24′11″S 114°45′59″E / -8.40306, 114.76639) 
La leyenda narra que Nirartha hizo aquí un regalo de un mechón de su cabello, que luego sería adorado.Rambut Siwi se traduce como 'adoración del cabello',[11] Esta historia recuerda la historia budista de Gautama dando ocho cabellos a Trapusa y Bahalika, que ahora están guardados como reliquia en Shwedagon.
- Pura Tanah Lot, al oeste de Canggu y al sur de Tabanan donde se construyeron dos puras en una roca costera con vista al Océano Índico como santuarios para honrar a las deidades del mar.(8°37′16″S 115°5′12″E / -8.62111, 115.08667).
- Pura Luhur Uluwatu, en el extremo suroeste de la península de Bukit. Es el único templo del mar balinés que también es uno de los seis templos direccionales balineses (8°49′44″S 115°5′7″E / -8.82889, 115.08528)
- Pura Mas Suka, en el extremo sur de la península de Bukit, cerca de la playa de Greenbowl  (8°50′52″S 115°10′11″E / -8.84778, 115.16972).
- Pura Sakenan en la isla de Serangan, entre Tanjung Benoa y Sanur (8°43′31″S 115°13′47″E / -8.72528, 115.22972).